# 天主教特木科教區
天主教特木科教區（拉丁語：Dioecesis Temucensis）是智利一個羅馬天主教教區，屬康塞普西翁總教區。
1908年成立自治傳教團，1925年10月28日升為教區。教區包括馬雷科省和考丁省北部七個市。2010年有教友382,000人（佔教區總人口64.7%）、六十五名司鐸、三十五個堂區。現任教區主教為馬奴埃爾·比亞爾·里索帕特龍。